# Astrée (1915)
Astrée (Q95) – francuski oceaniczny okręt podwodny z czasów I wojny światowej i okresu międzywojennego, druga zamówiona jednostka typu Amphitrite. Została zwodowana 6 grudnia 1915 roku w stoczni Arsenal de Rochefort, po czym została w Hawrze przebudowana na podwodny stawiacz min. Do służby w Marine nationale weszła pod koniec wojny, w czerwcu 1918 roku. Jednostka służyła na Morzu Śródziemnym, a z listy floty została skreślona w 1928 roku.

## Projekt i budowa
„Astrée” zamówiona została na podstawie programu rozbudowy floty francuskiej z 1909 roku. Jednostkę zaprojektował inż. Julien Hutter, ulepszając swój projekt okrętów typu Clorinde. 
„Astrée” zbudowana została w Arsenale w Rochefort. Stępkę okrętu położono w 1912 roku, a został zwodowany 6 grudnia 1915 roku. Po wodowaniu okręt przeholowano do Hawru, gdzie przebudowano go na podwodny stawiacz min. Do służby przyjęto go w czerwcu 1918 roku. Nazwa nawiązywała do mitologicznej bogini sprawiedliwości – Astrai. Jednostka otrzymała numer burtowy Q95.

## Dane taktyczno–techniczne

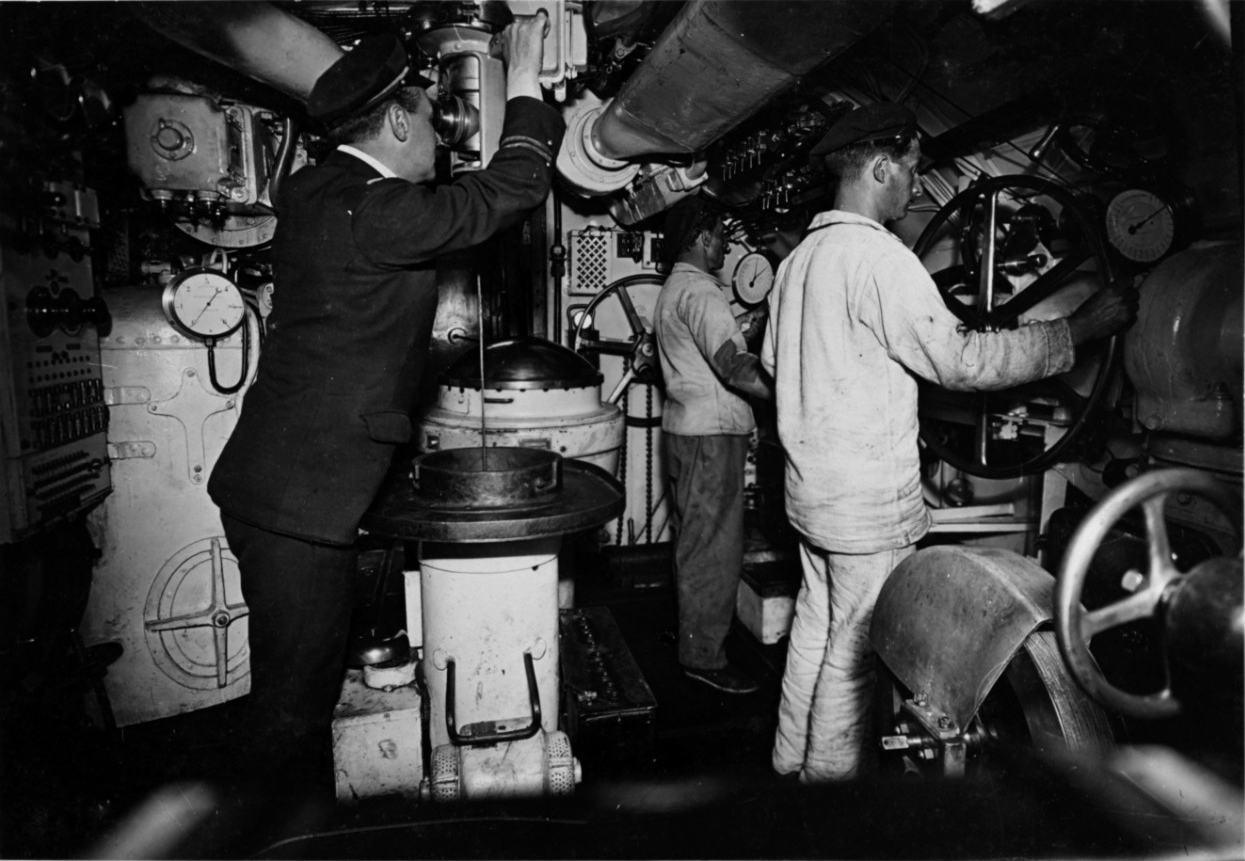
Wnętrze bliźniaczej „Andromaque” (przed 1926 r.)

„Astrée” była średniej wielkości oceanicznym okrętem podwodnym o konstrukcji dwukadłubowej. Długość całkowita wynosiła 53,9 metra, szerokość 5,4 metra i zanurzenie 3,3 metra. Wyporność w położeniu nawodnym wynosiła 440 ton, a w zanurzeniu 610 ton. Okręt napędzany był na powierzchni przez dwa dwusuwowe silniki wysokoprężne MAN (wyprodukowane na licencji we francuskiej firmie Indret) o łącznej mocy 800 koni mechanicznych (KM). Napęd podwodny zapewniały dwa silniki elektryczne Nancy o łącznej mocy 700 KM. Dwuśrubowy układ napędowy pozwalał osiągnąć prędkość 13 węzłów na powierzchni i 9,5 węzła w zanurzeniu. Zasięg wynosił 1300 Mm przy prędkości 10 węzłów w położeniu nawodnym oraz 100 Mm przy prędkości 5 węzłów pod wodą.
Okręt wyposażony był w osiem zewnętrznych wyrzutni torped kalibru 450 mm: dwie na dziobie jednostki oraz sześć systemu Drzewieckiego, z łącznym zapasem 8 torped. Okręt wyposażono w system stawiania min Normand-Fenaux, w którym miny były przechowywane w pionowych szybach umieszczonych w zbiornikach balastowych na śródokręciu. Uzbrojenie artyleryjskie stanowiło działo pokładowe kal. 75 mm M1897 L/35.
Załoga okrętu składała się z 29 oficerów, podoficerów i marynarzy.

## Służba
„Astrée” służyła na Morzu Śródziemnym. Jednostka została skreślona z listy floty w 1928 roku.